# 家庭の秘密
『家庭の秘密』（かていのひみつ）は、TBS系列で1975年8月21日から同年11月27日まで放送されたテレビドラマ。

## 概要
幸せと思われた家庭の秘められた過去が、19年前に誘拐された実子とその家の養女の偶然の出会いから分り、肉親の愛とはなにかを問いながら物語が展開する。

## 原作
- 花村えい子「霧のなかの少女」

## キャスト
- 北海道で成長した実子・夕子：秋吉久美子
- 養女・奈津子：池上季実子
- 一村寛：篠田三郎
- 中山仁
- 神山繁
- 金子三枝：渡辺美佐子
- 立花史朗：杉浦直樹

## 主題歌
- 荒井由実エンディング「あの日にかえりたい」の２番

| TBS系 木曜21時枠 | TBS系 木曜21時枠 | TBS系 木曜21時枠 |
| 前番組           | 番組名           | 次番組           |
| ---------------- | ---------------- | ---------------- |
| 白い華燭         | 家庭の秘密       | 君の歌が聞きたい |